# Halictus pallidipennis
Halictus pallidipennis là một loài Hymenoptera trong họ Halictidae. Loài này được Smith mô tả khoa học năm 1853.